# Nangou Linchang (bondby i Kina, Heilongjiang Sheng, lat 48,31, long 130,01)
Nangou Linchang (kinesiska: 南沟林场) är en bondby i Kina. Den ligger i provinsen Heilongjiang, i den nordöstra delen av landet, omkring 380 kilometer nordost om provinshuvudstaden Harbin. Antalet invånare är 168. Befolkningen består av 78 kvinnor och 90 män. Barn under 15 år utgör 5,0 %, vuxna 15-64 år 89 %, och äldre över 65 år 4,0 %.
Runt Nangou Linchang är det ganska tätbefolkat, med 149 invånare per kvadratkilometer. Närmaste större samhälle är Wulaga, 13,2 km nordost om Nangou Linchang. I omgivningarna runt Nangou Linchang växer i huvudsak blandskog.
Genomsnittlig årsnederbörd är 1 046 millimeter. Den regnigaste månaden är juli, med i genomsnitt 261 mm nederbörd, och den torraste är januari, med 9 mm nederbörd.